# آدم هاميلتون
آدم هاميلتون (بالإنجليزية: Adam Hamilton)‏ هو سياسي نيوزلندي، ولد في 20 أغسطس 1880، وتوفي في 29 أبريل 1952 في نيوزيلندا. حزبياً، نشط في Reform Party (New Zealand) ‏. وقد انتخب عضو مجلس النواب نيوزيلندا.